# Улицы Сан-Франциско
Эта статья о сериале. Об улицах Сан-Франциско как таковых см. Список улиц Сан-Франциско.
«Улицы Сан-Франциско» (англ. The Streets of San Francisco) — американский детективно-криминальный телесериал производства Quinn Martin Productions и Warner Bros. Television, транслировавшийся на канале ABC с сентября 1972 года по июнь 1977 года (5 сезонов, 119 эпизодов и 2 телефильма).

## Сюжет
Двое детективов из полицейского отдела Сан-Франциско расследуют убийства, происходящие в городе.

## Сезоны и эпизоды
Основная статья: Список эпизодов телесериала «Улицы Сан-Франциско».
- 16 сентября 1972 — «пилотный» телефильм продолжительностью два часа. Вышел под тем же названием, снят по книге Каролин Уэстон[фр.] «Бедная, бедная Офелия»[1].
- 23 сентября 1972 — 12 апреля 1973 — 1 сезон, состоящий из 26 эпизодов.
- 13 сентября 1973 — 14 марта 1974 — 2 сезон, состоящий из 23 эпизодов.
- 12 сентября 1974 — 13 марта 1975 — 3 сезон, состоящий из 23 эпизодов.
- 11 сентября 1975 — 18 марта 1976 — 4 сезон, состоящий из 23 эпизодов.
- 30 сентября 1976 — 9 июня 1977 — 5 сезон, состоящий из 24 эпизодов. Исполнитель главной роли, Майкл Дуглас, покинул сериал в самом начале сезона в связи с невероятным успехом фильма «Пролетая над гнездом кукушки», продюсером которого он был. Исчезновение персонажа из сериала было объяснено большой занятостью инспектора в преподавательской деятельности в местном колледже. Отсутствие столь яркого персонажа было негативно принято аудиторией и поэтому сериал был завершён на пятом сезоне.
- 27 января 1992 — «Назад на улицы Сан-Франциско[англ.]», телефильм продолжительностью два часа. Роль Майка Стоуна по-прежнему сыграл Карл Молден, его дочери — по-прежнему Дарлин Карр, а вот Майкл Дуглас, ставший к тому времени голливудской «звездой первой величины», от участия в столь скромном проекте отказался, поэтому сюжет ленты раскручивается вокруг поисков Стоуном убийц его старого напарника, Стива Келлера[2].

Всего — 119 эпизодов и 2 телефильма.

## В ролях
Появились более чем в 8 эпизодах

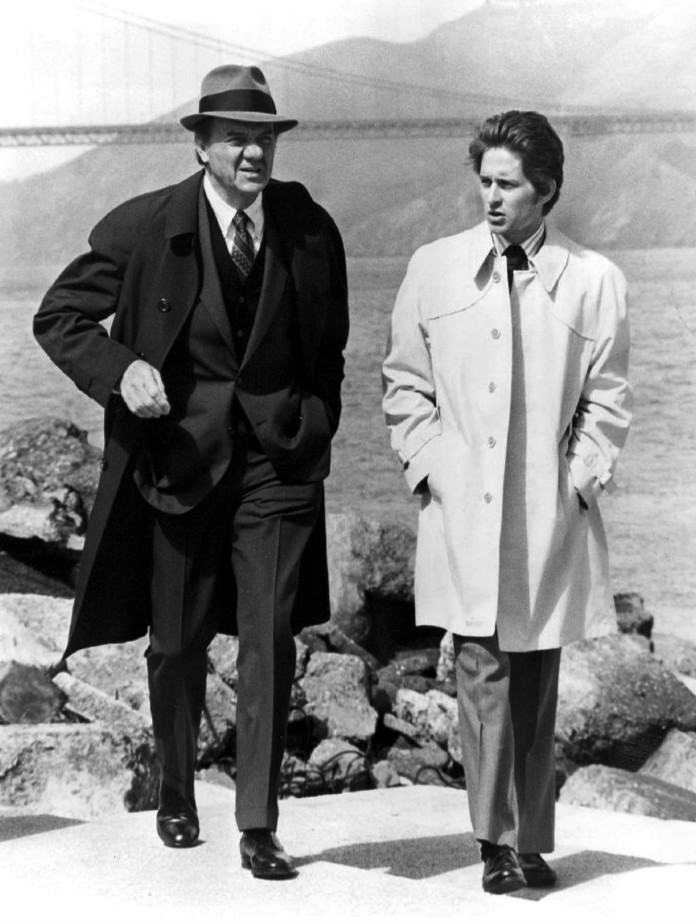
Карл Молден и Майкл Дуглас в сезоне 1972 года

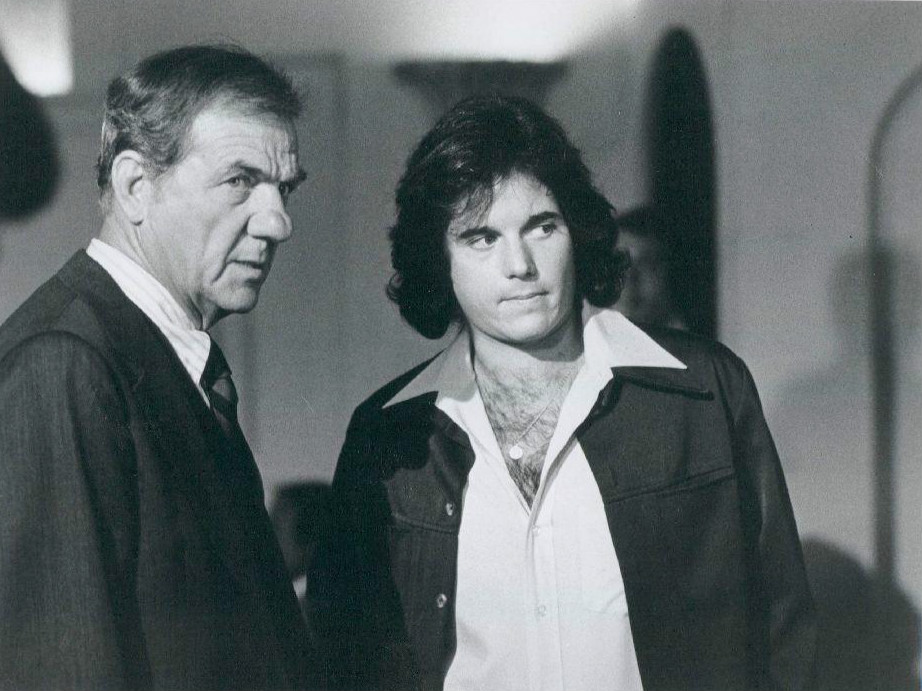
Карл Молден и Арназ, Деси (младший) в сезоне 1976 года

- Карл Молден — детектив лейтенант Майк Стоун
- Майкл Дуглас — инспектор Стив Келлер
- Рубен Коллинс — инспектор Билл Таннер
- Ричард Хэтч — инспектор Дэн Роббинс
- Стивен Брэдли — Берни
- Ли Гаррис — детектив Ли Лессинг
- Дарлин Карр — Джинни Стоун, дочь Майка
- Рэй К. Гоман — офицер Брайлс
- Джон Керр — Джеральд О’Брайен
- Фред Садофф[англ.] — доктор Ленни Марчисон
- Винс Говард[англ.] — Чарли Джонсон
- Морис Арджент[англ.] — Доби

### Гостевое участие
За пять лет трансляции в сериале появилось большое количество «звёзд», приглашённых на один-два эпизода. Некоторые из них были знамениты уже в то время, а некоторые стали «звёздами» позднее. Вот неполный список этих актёров (курсивом выделены наиболее хорошо знакомые российскому зрителю): Роберт Саймон (в 7 эпизодах), Дайана Дуглас (мать Майкла Дугласа, исполнителя главной роли), Дин Стоквелл, Пернелл Робертс, Эдмонд О’Брайен, Рики Нельсон, Рон Гласс, Сьюзан Дей, Мэрион Росс, Вэн Уильямс, Пола Келли, Дон Джонсон, Том Селлек, Лесли Нильсен, Джеймс Вудс, Ник Нолти, Арнольд Шварценеггер, Мартин Шин, Дэбни Коулмен, Дэвид Уэйн, Вера Майлз, Бренда Ваккаро, Деси Арназ-младший, Тони Янг, Пэт Конуэй, Патти Дьюк, Денвер Пайл, Ричард Эган, Ричард Истхем, Дон Кифер, Джон Риттер, Роберт Вагнер, Дик Ван Паттен, Марк Хэмилл, Стефани Пауэрс, Том Босли, Ларри Хэгмен, Тим О’Коннор, Билл Биксби, Ив Маквей, Норман Фелл, Энтони Гири, Чарльз Эйдмен, Майкл Константин, Пол Глейзер, Дэвид Соул, Латер Адлер, Лори Хейнеман, Ларри Пеннелл, Мередит Бакстер, Эдди Куиллан, Джо Спано (впервые на телеэкране), Ким Дарби (в «пилотном» телефильме), Маршалл Томпсон, Энн Доран, Даббс Грир, Скип Хомейер, Чарльз Лампкин, Барри Этуотер, Бёрт Мастин (в возрасте 89 лет), Бетти Экерман, Джон Эриксон, Томми Кирк, Лео Гордон, Джанет Маклахлан, Арлин Голонка, Хэл Смит.

## Избранные награды и номинации
С полным списком наград и номинаций сериала можно ознакомиться на сайте IMDb.
- 1974 — Премия «Эмми» за лучший драматический сериал — номинация.
- 1975 — Премия «Эмми» за лучший драматический сериал — номинация.
- 1975 — Премия «Золотой глобус» за лучший телевизионный сериал — драма — номинация.
- 1976 — Премия «Эмми» за лучший драматический сериал — номинация.

## Факты
- Спонсором сериала выступила компания Ford, в связи с чем около половины автомобилей, появляющихся в кадре, — новые «Форды»; в частности, в первых эпизодах главные герои, как и весь их полицейский отдел, передвигались на коричневом четырёхдверном Ford Galaxie 1971 года.